# آرچیبالد ویول
آرچیبالد وِیوِل (انگلیسی: Archibald Wavell, 1st Earl Wavell; ۵ مهٔ ۱۸۸۳ – ۲۴ مهٔ ۱۹۵۰) سیاست‌مدار و فرمانده نظامی ارشد اهل بریتانیا بود.
وی از سال ۱۹۴۳ تا ۱۹۴۷ فرماندار و نایب‌السلطنه هند و از سال ۱۹۴۳ تا ۱۹۵۰ عضو مجلس اعیان بریتانیا بوده‌است. وی همچنین برندهٔ جوایزی همچون لژیون دونور شده‌است. ویول در جنگ‌هایی همچون جنگ جهانی اول، جنگ جهانی دوم و جنگ بوئر دوم حضور داشته‌است.

## نگارخانه

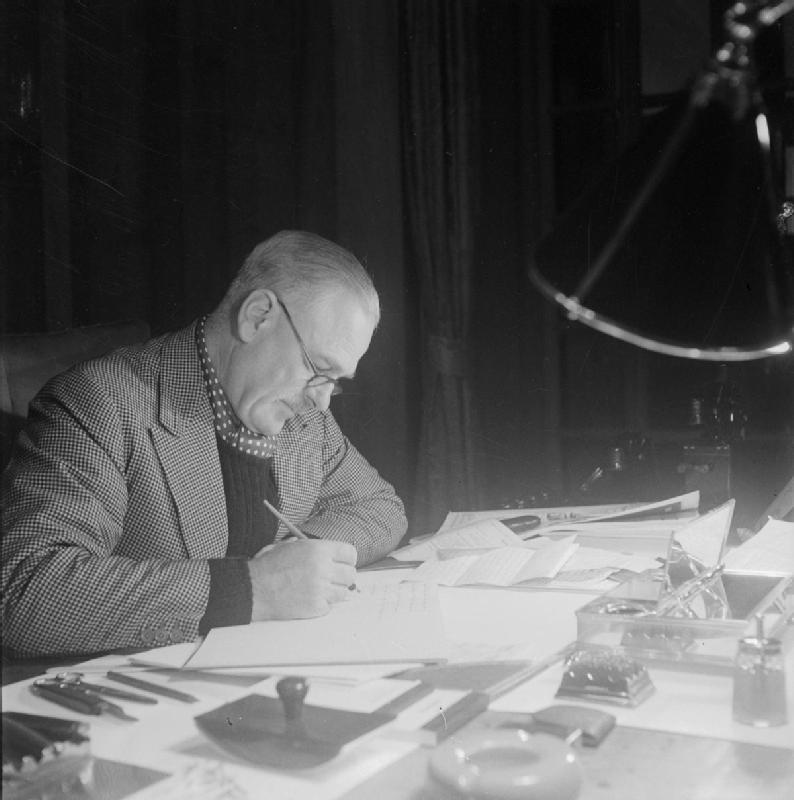
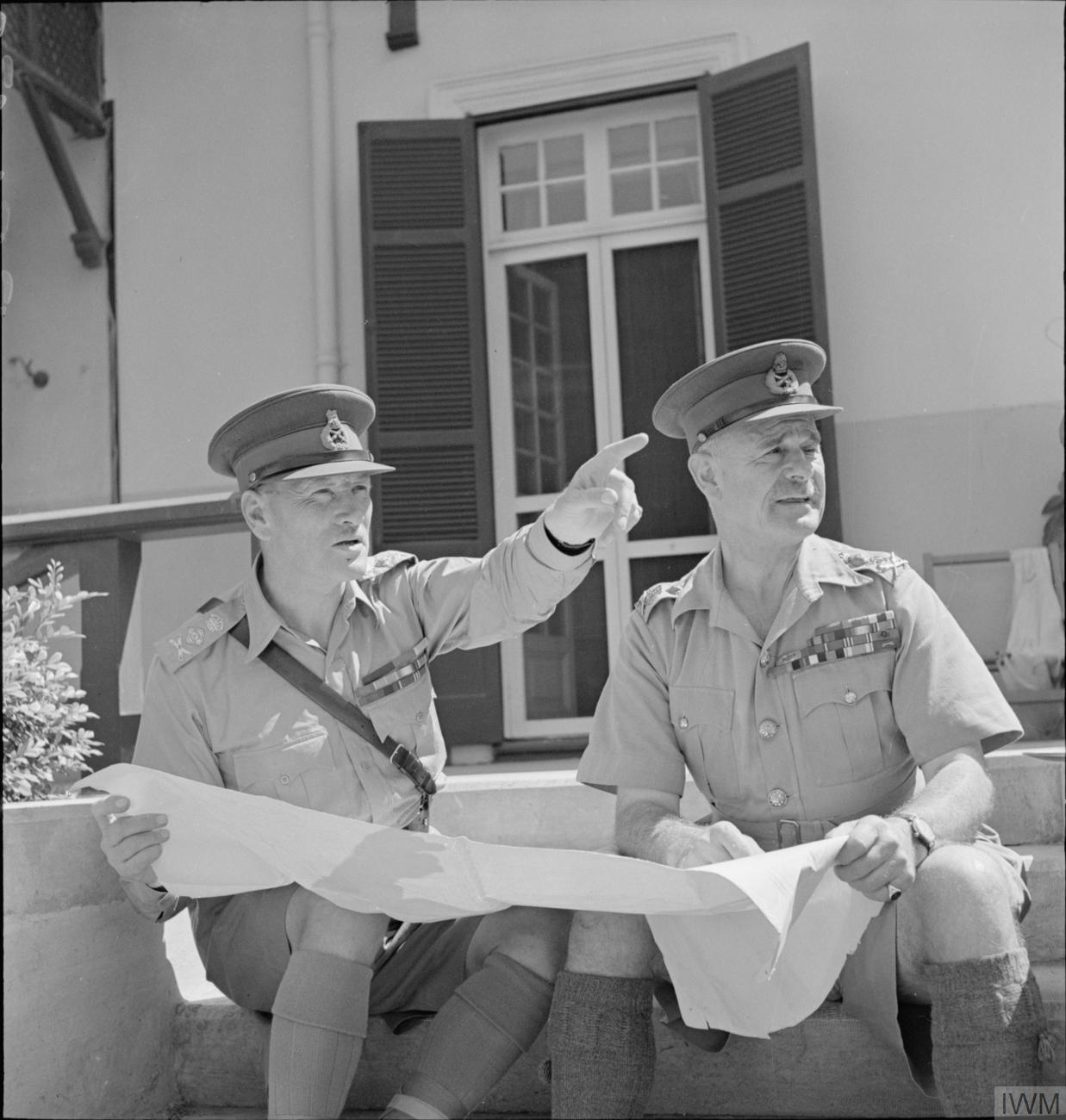
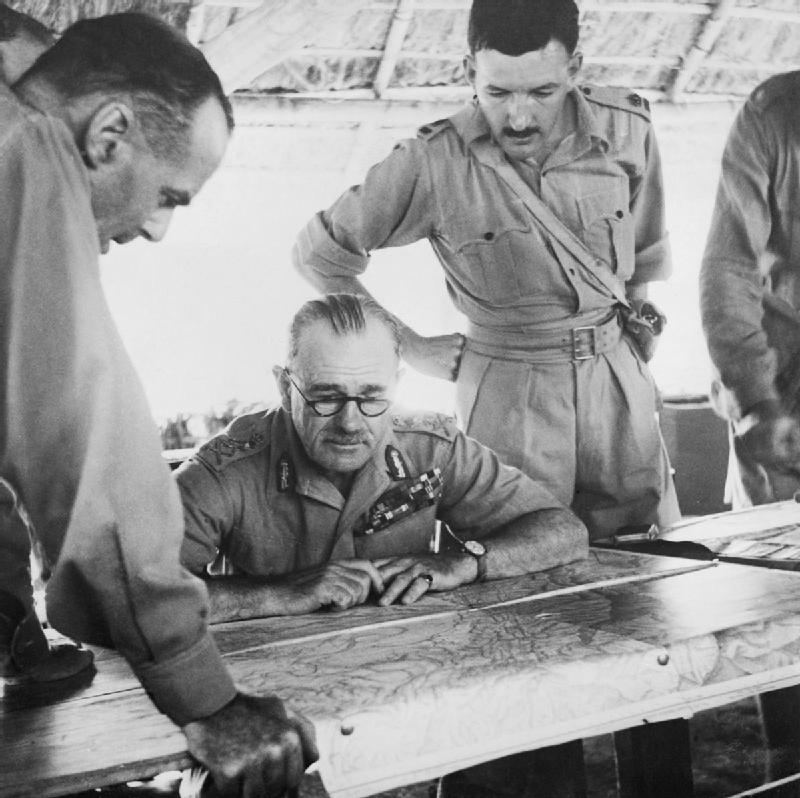